# Gongogi
Gongogi is een gemeente in de Braziliaanse deelstaat Bahia. De gemeente telt 6.170 inwoners (schatting 2009).